# Crouin
Crouin era una comuna francesa que estaba situada en el departamento de Charente, de la región de Nueva Aquitania, que en 1867 pasó a formar parte de las comunas de Cherves-de-Cognac y Cognac.

## Demografía
| Gráfica de evolución demográfica de Crouin entre 1800 y 1866 |
|                                                              |

Los datos demográficos contemplados en este gráfico se han cogido de la página francesa EHESS/Cassini.